# Коростенко-над-Дунайцем (гміна)
Гміна Коростенко-над-Дунайцем (пол. Gmina Krościenko nad Dunajcem) — сільська гміна у південній Польщі. Належить до Новоторзького повіту Малопольського воєводства.
Станом на 31 грудня 2011 у гміні проживало 6679 осіб.

## Площа
Згідно з даними за 2007 рік площа гміни становила 57.27 км², у тому числі:
- орні землі: 45.00%
- ліси: 50.00%

Таким чином, площа гміни становить 3.88% площі повіту.

## Населення
Станом на 31 грудня 2011:
| Опис     | Загалом | Загалом | Чоловіки | Чоловіки | Жінки | Жінки |
| -------- | ------- | ------- | -------- | -------- | ----- | ----- |
| одиниця  | осіб    | %       | осіб     | %        | осіб  | %     |
| все      | 6679    | 100     | 3241     | 48.53    | 3438  | 51.47 |
| міське   | 0       | 100     | 0        |          | 0     |       |
| сільське | 6679    | 100     | 3241     | 48.53    | 3438  | 51.47 |

## Солтиства
Ґривальд (солтиства: Ґривальд і Дзядове Конти), Галушова, Коростенко-над-Дунайцем (солтиства: Коростенко-Центр, Коростенко-Заводдя, Конти-Нівкі), Кросниця, Тилька (солтиство: Тилька-Бяли Поток).

## Сусідні гміни
Гміна Коростенко-над-Дунайцем межує з такими гмінами: Лонцько, Охотниця-Дольна, Чорштин, Щавниця.